# غابة ديدا
غابة ديدا (بالإنجليزية: Dida Forest) هي غابةٌ محميةٌ، تقع في بوركينا فاسو، مقاطعة كوموي. يُقدَّر ارتفاع التضاريس عن مستوى سطح البحر بحوالي 330 مترًا.